# The Matrix Reloaded
The Matrix Reloaded er en amerikansk science fiction-film fra 2003. Det er den anden film i Matrix-trilogien og er instrueret af Wachowski-søskendeparret. Blandt de medvirkende kan nævnes Keanu Reeves, Laurence Fishburne, Carrie-Anne Moss og Hugo Weaving.

## Handling
Neo og oprørslederne kæmper mod maskinerne, der har gjort menneskeheden til slaver. Oprørerne erfarer, at inden for 72 timer bliver Zion, modstandsbevægelsens centrum og den sidste by i den virkelige verden, udslettet.

## Medvirkende
- Keanu Reeves som Neo
- Laurence Fishburne som Morpheus
- Carrie-Anne Moss som Trinity
- Hugo Weaving som Smith
- Jada Pinkett Smith som Niobe
- Gloria Foster som The Oracle
- Harold Perrineau som Link
- Monica Bellucci som Persephone
- Lambert Wilson som The Merovingian
- Randall Duk Kim som The Keymaker
- Harry Lennix som Commander Lock
- Anthony Zerbe som Councillor Hamann
- Nona Gaye som Zee
- Helmut Bakaitis som The Architect
- Neil og Adrian Rayment som the Twins
- Daniel Bernhardt som Agent Johnson
- Collin Chou som Seraph
- Ian Bliss som Bane
- Leigh Whannell som Axel
- Gina Torres som Cas
- Nathaniel Lees som Captain Mifune
- Roy Jones, Jr. som Captain Ballard
- David A. Kilde som Agent Jackson
- Matt McColm som Agent Thompson
- Cornel West som Councillor West
- Steve Bastoni som Captain Soren
- Anthony Wong som Ghost
- Clayton Watson som Kid